# Конфлікт (психологія)
Конфлікт (від лат. conflictus — зіткнення) визначається в психології як відсутність згоди між двома або більше сторонами. У разі міжособистісного конфлікту під сторонами розуміються особи або групи, а у разі внутрішньоособистісного — установки, цінності, ідеї одного суб'єкта.

## Історія поняття
Існує буденне уявлення, що конфлікт — це завжди негативне явище, що викликає загрози, ворожість, образи, нерозуміння, тобто це щось таке, чого по можливості слід уникати.
Представники ранніх наукових шкіл управління теж вважали, що конфлікт — це ознака неефективної діяльності організації і поганого управління.
Проте в даний час теоретики і практики управління все частіше схиляються до тієї точки зору, що деякі конфлікти навіть в найефективнішій організації при найкращих взаємостосунках не тільки можливі, але і бажані. Треба тільки управляти конфліктом.
Можна знайти безліч різних визначень конфлікту, але всі вони підкреслюють наявність протиріччя, яке приймає форму розбіжностей, якщо йдеться про взаємодію людей.

## Класифікація конфліктів
| Ознака класифікації                        | Види конфліктів |
| ------------------------------------------ | --- |
| По дії на функціонування групи/організації | - Конструктивні (функціональні) - Деструктивні (дисфункціональні)                                                     |
| За змістом                                 | - Реалістичні (предметні) - Ціннісні конфлікти, коли учасники мають несумісні цінності - Нереалістичні (безпредметні) |
| За характером учасників                    | - Внутрішньоособистісні - Міжособистісні - Між особистістю і групою - Міжгрупові - Соціальні                          |

Конструктивні (функціональні) конфлікти призводять до прийняття обґрунтованих рішень і сприяють розвитку взаємовідносин.
Виділяють наступні основні функціональні наслідки конфліктів для організації:
1. Проблема вирішується таким шляхом, який влаштовує всі сторони, і всі відчувають себе причетними до її вирішення.
2. Спільно прийняте рішення швидше і краще втілюється в життя.
3. Сторони набувають досвід співпраці при вирішенні спірних питань.
4. Практика вирішення конфліктів між керівником і підлеглими руйнує так званий «синдром покірності» — страх відкрито висловлювати свою думку, відмінну від думки старших по посаді.
5. Поліпшуються відносини між людьми.
6. Люди перестають розглядати наявність розбіжностей як «зло», що завжди приводить до поганих наслідків.

Деструктивні (дисфункціональні) конфлікти перешкоджають ефективній взаємодії і ухваленню рішень.
Основними дисфункціональними наслідками конфліктів є:
1. Непродуктивні, конкурентні відносини між людьми.
2. Відсутність прагнення до співпраці, добрих стосунків.
3. Уявлення про опонента, як про «ворога», про його позицію — тільки як про негативну, а про свою позицію — як про виключно позитивну.
4. Скорочення або повне припинення взаємодії з протилежною стороною.
5. Переконання, що «перемога» в конфлікті важливіше, ніж вирішення реальної проблеми.
6. Почуття образи, незадоволеності, поганий настрій.

Реалістичні конфлікти викликані незадоволенням певних вимог учасників або несправедливим, на думку однієї або обох сторін, розподілом між ними яких-небудь переваг.
Нереалістичні конфлікти мають на своїй меті відкритий вираз накопичених негативних емоцій, образ, ворожості, тобто гостра конфліктна взаємодія стає тут не засобом досягнення конкретного результату, а самоціллю.
Внутрішньоособистісний конфлікт має місце тоді, коли відсутня згода між різними психологічними факторами внутрішнього світу особистості: потребами, мотивами, цінностями, почуттями і т. д. Такі конфлікти, пов'язані з роботою в організації, можуть приймати різні форми, проте найчастіше це рольовий конфлікт, коли різні ролі людини пред'являють до нього різні вимоги. Наприклад, будучи хорошим сім'янином (роль батька, матері, дружини, чоловіка і т. д.), людина повинна вечори проводити вдома, а становище керівника може зобов'язувати його затримуватися на роботі. Тут причина конфлікту — неузгодженість особистих потреб і вимог виробництва.
Міжособистісний конфлікт — це найпоширеніший тип конфлікту. В організаціях він проявляється по-різному. Однак причина конфлікту — це не тільки відмінності в характерах, поглядах, манері поведінки людей (тобто суб'єктивні причини), найчастіше в основі таких конфліктів лежать об'єктивні причини. Найчастіше це боротьба за обмежені ресурси (матеріальні засоби, обладнання, виробничі площі, робочу силу і т. п.). Кожен вважає, що в ресурсах має потребу саме він, а не хтось інший. Конфлікти виникають між керівником і підлеглим, наприклад, коли підлеглий переконаний, що керівник пред'являє до нього непомірні вимоги, а керівник вважає, що підлеглий не бажає працювати в повну силу.
Конфлікт між особистістю і групою виникає тоді, коли хто-небудь з членів організації порушує норми поведінки або спілкування, що склалися в неформальних групах. До цього виду відносяться і конфлікти між групою і керівником, які найбільш важко протікають при авторитарному стилі керівництва.
Міжгруповий конфлікт — це конфлікт між формальними і (або) неформальними групами, з яких складається організація. Наприклад, між адміністрацією і рядовими працівниками, між працівниками різних підрозділів, між адміністрацією і профспілкою.
Соціальний конфлікт — це виникнення суперечності між будь-якими складовими соціальної структури (людьми, соціальних груп) або зіткнення з причини подібності бажання володіти чимось або цінним для конфліктуючих сторін. Суб'єкти конфлікту (учасники): Підбурювачі.

## Причини конфліктів

### Конфлікти в організаціях
Загальні і приватні.
Можна виділити декілька основних причин конфліктів в організаціях.
- Розподіл ресурсів. У будь-яких організаціях, навіть у великих і багатих, ресурси завжди обмежені. Необхідність розподіляти їх практично завжди призводить до конфліктів, бо люди завжди хочуть одержувати не менше, а більше, і власні потреби завжди здаються більш обґрунтованими.
- Взаємозалежність завдань. Якщо одна людина (або група) залежить від іншої людини (або групи) у виконанні задачі, то це завжди можливість для конфліктів. Наприклад, керівник підрозділу пояснює низьку продуктивність своїх підлеглих нездатністю ремонтної служби швидко ремонтувати обладнання. Ремонтники ж і собі скаржаться на нестачу фахівців і звинувачують відділ кадрів, який не може прийняти на роботу нових працівників.
- Відмінності в цілях. Ймовірність такої причини зростає в міру збільшення організації, коли вона розбивається на спеціалізовані підрозділи. Наприклад, відділ збуту може наполягати на розширенні асортименту продукції, орієнтуючись на потреби ринку, а виробничі підрозділи зацікавлені в збільшенні обсягу випуску існуючої номенклатури виробів, оскільки освоєння нових видів пов'язано з об'єктивними труднощами.
- Відмінності в способах досягнення цілей. Дуже часто керівники та безпосередні виконавці можуть мати різні погляди на шляхи і способи досягнення загальних цілей навіть при відсутності суперечливих інтересів. При цьому кожен вважає, що його рішення найкраще, і це є основою для конфлікту.
- Незадовільні комунікації. Неповна або неточна інформація або відсутність необхідної інформації часто є не тільки причиною, але і деструктивним наслідком конфлікту.
- Відмінності в психологічних особливостях є ще однією причиною виникнення конфліктів. Вона аж ніяк не головна і основна, але ігнорувати роль психологічних особливостей теж не можна. Кожна людина володіє певними особистісними особливостями: темпераментом, характером, потребами, установками, звичками і т. д. Кожна людина своєрідна і унікальна. Проте інколи психологічні відмінності учасників спільної діяльності бувають настільки великі, що заважають її здійсненню і підвищують імовірність виникнення всіх типів конфліктів. В такому випадку можна говорити про психологічну несумісність людей.

## Конфліктогенез
Конфліктогенез — це процес виникнення і розвитку сучасних конфліктних форм суспільства, які накладають відбиток, а нерідко прямо детермінують спрямованість і зміст еволюції в цілому. Конфліктогенез являє собою неперервний діалектичний процес зародження, розвитку і модернізації існуючої соціальної реальності через своє ядро — конфлікт.

## Управління конфліктами
Наявність численних причин конфліктів збільшує ймовірність їх виникнення, але геть не обов'язково призводить до конфліктної взаємодії. Іноді потенційні вигоди від участі в конфлікті не стоять витрат. Однак, вступивши в конфлікт, кожна зі сторін, як правило, починає робити все для того, щоб була прийнята її точка зору і заважає іншій стороні робити те ж саме. Тому в таких випадках необхідно управління конфліктами, щоб зробити їхні наслідки функціональними (конструктивними) і зменшити кількість дисфункціональних (деструктивних) наслідків, що, в свою чергу, вплине на ймовірність виникнення подальших конфліктів.
Розрізняють структурні (організаційні) та міжособистісні способи управління конфліктами.
До структурних методів відносять:
- Чітке формулювання вимог, тобто роз'яснення вимог до результатів роботи кожного конкретного працівника, так і підрозділу в цілому; наявність ясно і однозначно сформульованих прав і обов'язків, правил виконання роботи.
- Використання координуючих механізмів, тобто суворе дотримання принципу єдиноначальності, коли підлеглий знає, чиї вимоги він повинен виконувати, а також створення спеціальних інтеграційних служб, які повинні погоджувати між собою цілі різних підрозділів.
- Встановлення загальних цілей, формування загальних цінностей, тобто інформування всіх працівників про політику, стратегію і перспективи організації, а також про стан справ в різних підрозділах.
- Використання системи заохочень, яка заснована на критеріях ефективності роботи, які виключають зіткнення інтересів різних підрозділів і працівників.

## Стратегії поведінки в конфліктних ситуаціях
Кеннет Томас спільно з Ральфом Киллменом виділяють п'ять основних стратегій поведінки в конфліктних ситуаціях:

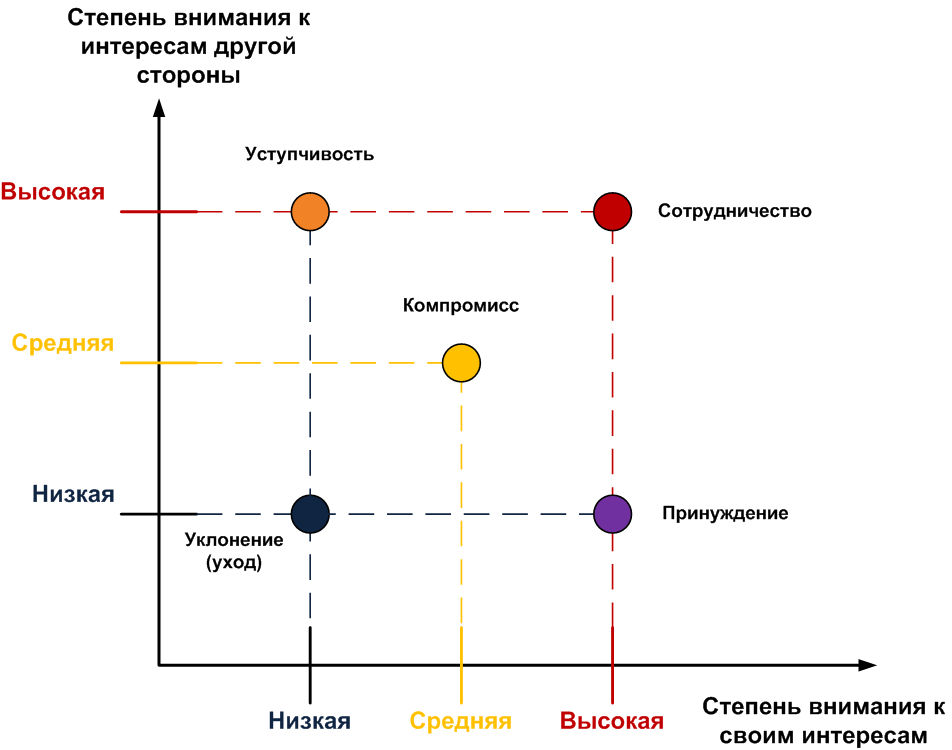
Стратегії поведінки учасників конфлікту

- Боротьба (примус), коли учасник конфлікту намагається змусити прийняти свою точку зору за будь-яку ціну, його не цікавлять думки та інтереси інших. Зазвичай така стратегія призводить до погіршення стосунків між конфліктуючими сторонами. Дана стратегія може бути ефективною, якщо вона використовується в ситуації, загрозливій існуванню організації або перешкоджає досягненню нею своїх цілей.
- Ухилення, коли людина прагне піти від конфлікту. Така поведінка може бути доречною, якщо предмет розбіжностей не представляє великої цінності або якщо зараз немає умов для ефективного вирішення конфлікту, а також тоді, коли конфлікт не є реалістичним.
- Пристосування (поступливість), коли людина відмовляється від власних інтересів, готовий принести їх у жертву іншому, піти йому назустріч. Така стратегія може бути доречною, коли предмет розбіжностей має для людини меншу цінність, ніж взаємини з протилежною стороною. Однак якщо ця стратегія стане для керівника домінуючою, то він швидше за все не зможе ефективно керувати підлеглими.
- Компроміс. Коли одна сторона приймає точку зору іншого, але лише до певної міри. При цьому пошук прийнятного рішення здійснюється за рахунок взаємних поступок.

Здатність до компромісу в управлінських ситуаціях високо цінується, оскільки зменшує недоброзичливість і дозволяє відносно швидко вирішити конфлікт. Однак компромісне рішення може згодом призвести до незадоволення внаслідок своєї половинчастості і стати причиною нових конфліктів.
- Співпраця, коли учасники визнають право один одного на власну думку і готові зрозуміти, що дає їм можливість проаналізувати причини розбіжностей і знайти прийнятний для всіх вихід. При цьому установку на співпрацю зазвичай формулюють так: «Не ти проти мене, а ми разом проти проблеми».